# Хобшайд (комуна)
Гобшайд (люксемб. Habscht, фр. Hobscheid, нім. Hobscheid) — комуна Люксембургу. Входить до складу кантону Капеллен в окрузі Люксембург.

## Географія
Площа території комуни становить 17,55 км² (68-е місце за цим показником серед 116 комун Люксембургу).
Висота найвищої точки комуни над рівнем моря становить 389 метрів (70-е місце за цим показником серед комун країни), найнижчої — 242 метрів (56-е місце).

## Демографія
Станом на 2011 рік на території комуни мешкало 3 079 ос.
Динаміка чисельності населення:

## Адміністративний поділ
До складу комуни входять такі поселення:
| Поселення | Населення за даними переписів: | Населення за даними переписів: | Населення за даними переписів: |
| Поселення | на 31.03.1981                  | на 01.03.1991                  | на 15.02.2001                  |
| --------- | ------------------------------ | ------------------------------ | ------------------------------ |
| Айшен     | 1 221                          | 1 258                          | 1 532                          |
| Гобшайд   | 847                            | 849                            | 1 031                          |